# Tour de Pologne 2003
Le Tour de Pologne 2003 s'est déroulé du 8 au 14 septembre 2003. C'est la 60e édition de cette épreuve cycliste, remportée l'année d'avant par le français Laurent Brochard.

## Classement général final
|    | Cycliste          | Pays     | Équipe                                                       | Temps | Temps            |
| -- | ----------------- | -------- | ------------------------------------------------------------ | ----- | ---------------- |
| 1  | Cezary Zamana     | Pologne  | Équipe cycliste Action - nVidia - Mróz                       | en    | 29 h 46 min 11 s |
| 2  | Andrea Noé        | Italie   | Alessio                                                      | +     | 1 min 12 s       |
| 3  | Dave Bruylandts   | Belgique | Marlux - Wincor-Nixdorf                                      |       | 1 min 46 s       |
| 4  | Laurent Brochard  | France   | AG2R Prévoyance                                              |       | 1 min 51 s       |
| 5  | Marek Rutkiewicz  | Pologne  | Cofidis                                                      |       | 2 min            |
| 6  | Andrei Zintchenko | Russie   | L.A. Aluminios - Pecol                                       |       | 2 min 50 s       |
| 7  | Jon Bru           | Espagne  | Équipe cycliste L.A. Aluminios - PecolL.A. Aluminios - Pecol |       | 3 min 12s        |
| 8  | Zbigniew Piątek   | Pologne  | Action - nVidia - Mróz                                       |       | 3 min 19 s       |
| 9  | Tomasz Brożyna    | Pologne  |                                                              |       | 3 min 57 s       |
| 10 | Piotr Przydział   | Portugal |                                                              |       | 4 min 16 s       |

## Étapes
| Étape     | Date         | Villes étapes             | Distance | Vainqueur         | Leader            |
| --------- | ------------ | ------------------------- | -------- | ----------------- | ----------------- |
| 1re étape | 6 septembre  | Gdańsk-Gdynia             | 168,5    | Simone Cadamuro   | Simone Cadamuro   |
| 2e étape  | 7 septembre  | Tczew-Olsztyn             | 202      | Fabio Baldato     | Janek Tombak      |
| 3e étape  | 8 septembre  | Ostróda-Bydgoszcz         | 204      | Daniele Bennati   | Simone Cadamuro   |
| 4e étape  | 9 septembre  | Inowrocław-Kalisz         | 183      | Sébastien Hinault | Sébastien Hinault |
| 5e étape  | 10 septembre | Oleśnica-Szklarska Poreba | 229      | Ruggero Marzoli   | Sébastien Hinault |
| 6e étape  | 11 septembre | Piechowice-Karpacz        | 166,5    | Cezary Zamana     | Cezary Zamana     |
| 7e étape  | 12 septembre | Jelenia Góra-Karpacz      | 61       | Hayden Roulston   | Cezary Zamana     |
| 8e étape  | 12 septembre | Jelenia Góra-Karpacz      | 19 (clm) | Alberto Contador  | Cezary Zamana     |

## Anecdote
La course est le théâtre de la première victoire au niveau professionnel d'Alberto Contador, qui remporte le contre-la-montre final. 

## Équipes engagées
- Milaneza-Maia
- Intel-Action
- Chocolade Jacques
- Hoop CCC Polsat
- Grupa PSB
- Amore & Vita Beretta
- Liberty Seguros
- Illes Balears-Banesto
- Reprezentacja Młodzieżowa Polski
- R.A.G.T. Semences MG Rover
- Alessio-Bianchi